# Greater Johannesburg
Greater Johannesburg – nazwa okolic miasta Johannesburg, w Republice Południowej Afryki. Składa się z Johannesburgu oraz obszarów East Rand i West Rand. Jest często określany jako Witwatersrand, lub Rand, po niskich górach, które biegną przez obszar. W 2005 roku, składał się z różnych jednostek samorządu terytorialnego, w tym Ekurhuleni (składa się z East Rand), West Rand i miasta Johannesburg.
Zgodnie z 2007 Community Survey, ludność miejskiej gminy wyniosła 3.888.180. Taka definicja Johannesburga jest jednak wysoce problematyczne, ponieważ miasto jest zdecentralizowane z przedmieściami, takimi jak Sandton, które posiadają teraz większe znaczenie gospodarcze niż w centrum miasta. Ludność Obszaru Metropolitalnego Greater Johannesburg wynosi 7.151.447, w tym podmiejskich regionów, takich jak Ekurhuleni, West Rand, Soweto i Lenasia daję całą populację wynoszącą 10.267.700 (2007).